# ワズ・イット・ワース・イット?
「ワズ・イット・ワース・イット?」(Was It Worth It?)は、ペット・ショップ・ボーイズの楽曲。ベスト・アルバム『ディスコグラフィー - ザ・コンプリート・シングルス・コレクション』に収録された新曲2曲の内の1曲で、アルバムから2枚目のシングルとして発売された。
全英シングルチャートの最高位は24位で、「ウエスト・エンド・ガールズ」以来初のTOP20落ちとなった。この事から2003年にリリースされたオールタイム・ベスト『ポップアート』には未収録となっている。

## 収録曲
UK盤 CDシングル
1. Was It Worth It? (7") - 4:23
2. Miserablism (7") - 4:12
3. Was It Worth It? (12") - 7:13
4. Was It Worth It? (Dub) - 5:16

## チャート
| チャート (1991–1992年)                 | 最高位 |
| -------------------------------------- | ------ |
| オーストラリア (ARIA)                  | 153    |
| ヨーロッパ (Eurochart Hot 100 Singles) | 38     |
| フィンランド (Suomen virallinen lista) | 3      |
| ドイツ (GfK Entertainment charts)      | 19     |
| アイルランド (IRMA)                    | 25     |
| オランダ (Dutch Top 40 Tipparade)      | 7      |
| オランダ (Single Top 100)              | 50     |
| スウェーデン (Sverigetopplistan)       | 17     |
| UK シングルス (OCC)                    | 24     |
| UK ダンス (Music Week)                 | 56     |